# Mysore Zoo

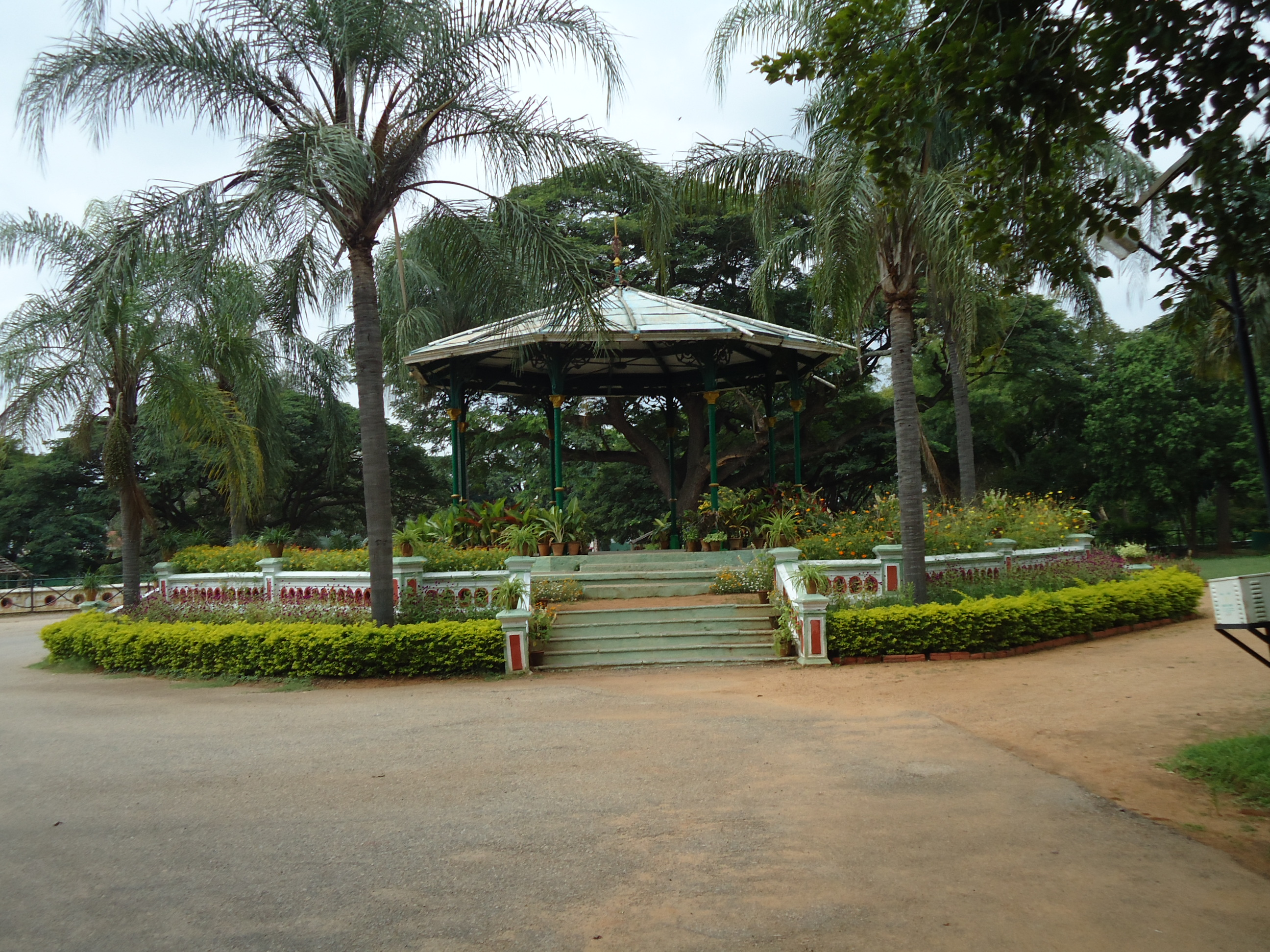
Mysore Zoo, Garten

Der Mysore Zoo (offiziell: Sri Chamarajendra Zoological Gardens) ist ein Zoo in der Nähe des Palasts von Mysuru (Mysore) in Südindien. Auf 99 ha beherbergt er etwa 1100 Tiere in etwa 160 Arten.
Er wurde 1892 von Maharaja Jayachamaraja Wodeyar gegründet und 1909 seinem Gründer zu Ehren in Sri Chamarajendra Zoological Gardens umbenannt. Bei der Planung der Anlage wurde unter anderen der deutsche Botaniker und Gartenarchitekt Gustav Hermann Krumbiegel zu Rate gezogen. Die ursprünglich Fläche von 4,4 Hektar wurde in mehreren Schritten auf heute 32,5 Hektar erweitert. Dazu kommt der Karanji-See mit 31,1 Hektar. Der Zoo wurde 1902 für die Öffentlichkeit geöffnet, 1948 dem Department of Parks and Gardens of the Mysore State Government, 1972 dem Forest Department und 1979 der Zoo Authority of Karnataka übergeben.